# Бадьорний Григорко Олексійович
Григорко Олексійович Бадьорний (нар. 1 жовтня 1948, село Росоша, тепер Липовецького району Вінницької області) — український радянський діяч, бригадир комплексної бригади мулярів-монтажників будівельного управління № 142 тресту «Одестрансбуд». Депутат Верховної Ради УРСР 11-го скликання.

## Біографія
Освіта середня.
З 1966 року — муляр будівельного управління. Служив у Радянській армії.
З 1969 року — муляр, бригадир комплексної бригади мулярів-монтажників будівельного управління № 142 тресту «Одестрансбуд» Одеської області.
Потім — на пенсії в місті Одесі.

## Нагороди
- ордени
- медалі